# Meju
Meju (hoặc Mezu hoặc MEH-zu), còn được gọi là maljang (말장), trong ẩm thực Triều Tiên là một khối như viên gạch đậu tương được lên men khô. Món này không được ăn trực tiếp mà chỉ dùng để làm nền cho một số gia vị trong món ăn Triều Tiên, chẳng hạn như doenjang, gochujang, hoặc ganjang. Meju được sản xuất bằng cách nấu chín đậu nành, sau đó nghiền chúng trong cối. Thông thường, một số loại ngũ cốc khác cũng được trộn lẫn trong khi thực hiện meju. Quá trình cụ thể sau khi thực hiện meju là khác nhau tuỳ theo thực phẩm mà nó sẽ được sử dụng để chế biến.